# Song Ji-hyo
Song Ji-hyo (hangul: 송지효), właściwie Cheon Seong-im (hangul: 천성임; ur. 15 sierpnia 1981 w Pohang) – południowokoreańska aktorka i modelka.

## Biografia

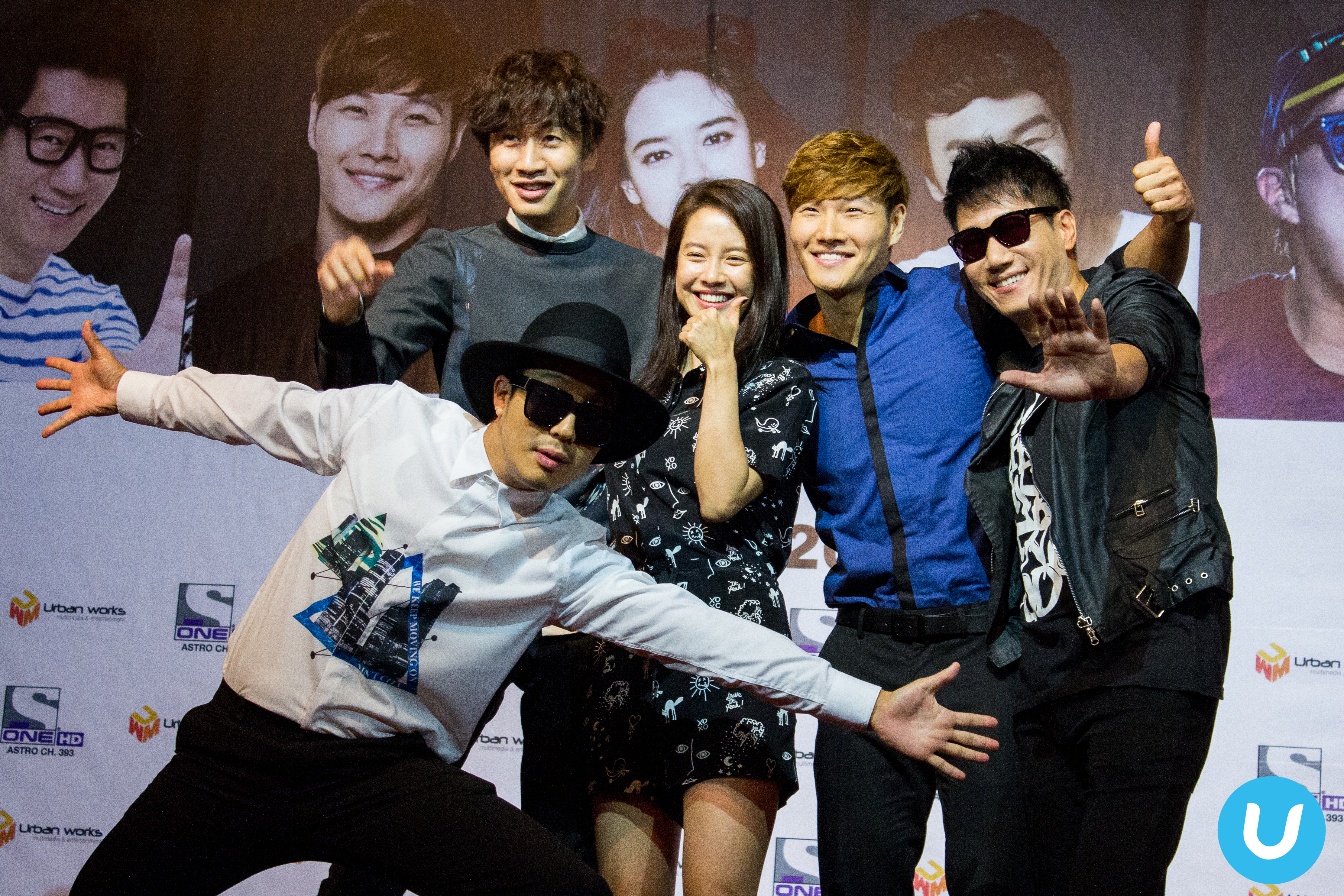
Song Ji-hyo podczas prezentacji Running Man

Oprócz aktorstwa, Song Ji-hyo jest stałym członkiem obsady południowokoreańskiego programu rozrywkowego Running Man, co przyniosło jej popularność w całej Azji.

## Filmografia

### Filmy
| Rok  | Tytuł                     | Rola                     |
| ---- | ------------------------- | ------------------------ |
| 2003 | Yeogogoedam 3: yeougyedan | Yoon Jin-sung            |
| 2004 | Some                      | Seo Yoo-jin              |
| 2007 | Saekjeukshigong 2         | Lee Kyeong-ah            |
| 2008 | Ssang-hwa-jeom            | Królowa                  |
| 2011 | Keudaereul saranghamnida  | Kim Yeon-ah              |
| 2012 | Jackal-i onda             | Bong Min-jung            |
| 2013 | Maritime Police Marco     | Lulu (koreański dubbing) |
| 2013 | Sinsegye                  | Lee Shin-woo             |
| 2016 | 708090                    | Duan Yu Rong             |
| 2016 | Chaoji kuaidi             | Maggie / Meixi           |
| 2018 | Baram baram baram         | Mi-young                 |

### Seriale
| Rok  | Tytuł                                     | Stacja telewizyjna       | Uwagi |
| ---- | ----------------------------------------- | ------------------------ | ----- |
| 2002 | Sunsu-ui sidae                            | Min-jung (cameo odc. 16) | SBS   |
| 2006 | Goong                                     | Min Hyo-rin              | MBC   |
| 2006 | Jumong                                    | Pani Ye So-ya            | MBC   |
| 2011 | Gangryeokban                              | Jo Min-joo               | KBS2  |
| 2011 | Gyebaek                                   | Eun-go                   | MBC   |
| 2013 | TCheonmyeong: Joseonpan domangja iyagi    | Hong Da-in               | KBS2  |
| 2014 | Nagły przypadek: mężczyzna i kobieta      | Oh Jin-hee               | tvN   |
| 2015 | Dziewczyna, która widzi zapachy           | ona sama (cameo, odc. 1) | SBS   |
| 2015 | Guyeochingeulleop                         | Kim Soo-jin              | tvN   |
| 2016 | Ibeon ju, anaega baram-eul pimnida        | Jung Soo-yeon            | JTBC  |
| 2016 | Entourage                                 | ona sama (cameo, odc. 3) | tvN   |
| 2017 | Drama Stage – Chief B and the Love Letter | Bang Ga-young            | tvN   |